# Copa Constitució 2020
La Copa Constitució 2020 è stata la 29ª edizione della Coppa di Andorra di calcio, iniziata il 19 gennaio 2020 e terminata il 29 luglio successivo. L'Engordany era la squadra campione in carica. L'Inter Escaldes ha conquistato il trofeo per la prima volta nella sua storia.

## Turno eliminatorio
| 19 gennaio 2020  |             |                 |
| Engordany        | 11 - 1      | Encamp          |
| Atlètic Escaldes | 1 - 3       | FS La Massana   |
| Ordino           | 1 - 2 (dts) | Penya Encarnada |
| Carroi           | 3 - 1       | Lusitans        |

## Quarti di finale
| 25 gennaio 2020  |       |                 |
| Inter Escaldes   | 2 - 1 | Engordany       |
| 26 gennaio 2020  |       |                 |
| UE Santa Coloma  | 1 - 0 | Penya Encarnada |
| FC Santa Coloma  | 3 - 0 | Carroi          |
| 12 febbraio 2020 |       |                 |
| Sant Julià       | 4 - 0 | FS La Massana   |

## Semifinali
| 26 luglio 2020  |             |                 |
| Inter Escaldes  | 2 - 1       | Sant Julià      |
| UE Santa Coloma | 0 - 1 (dts) | FC Santa Coloma |

## Finale
| Arbitro: | Parente Fernandes |

|                                      |           |  |
| Bruninho 70’ Soldevila Solduga 90+2’ | Marcatori |  |